# تحطم طائرة إيروفلوت تو-104 في كاناش
وقعت حادثة تحطم طائرة تو-104 التابعة لشركة إيروفلوت عام 1958 في كاناش في 17 أكتوبر 1958 عندما تحطمت طائرة توبوليف تو-104أ التي تديرها شركة إيروفلوت أثناء طيرانها على طريق دولي من بكين إلى موسكو في طقس سيئ بالقرب من بلدة كاناش، تشوفاشيا، الاتحاد السوفيتي، على بعد 400 ميل شرق موسكو، ما أسفر عن مقتل جميع الأشخاص البالغ عددهم 80 شخصًا. كانت الرحلة تحمل وفودًا دبلوماسية رفيعة المستوى من العديد من الدول المتحالفة مع الاتحاد السوفيتي مثل الصين وألمانيا الشرقية وتشيكوسلوفاكيا. كان هذا ثاني حادث مميت يتعلق بطائرة توبوليف 104 التي دخلت إلى مخزون شركة إيروفلوت قبل عامين، والأكثر فتكًا في تاريخ شركة الطيران حتى تحطم طائرة إيروفلوت الرحلة 902 في عام 1962.
كانت طائرة الحادث من طراز توبوليف تو-104أ، مسجلة برقم CCCP-42362 لدى شركة إيروفلوت. كانت الطائرة Tu-104A طائرة جديدة نسبيًا في ذلك الوقت، حيث قُدمت في عام 1956. كانت تعتمد على تصميم القاذفة الاستراتيجية السوفيتية توبوليف تو-16، لكنها تضمنت جسم طائرة أوسع وأكثر ضغطًا من أجل استيعاب الركاب. في وقت وقوع الحادث، كانت الطائرة CCCP-42362 قد أكملت 465 ساعة طيران فقط وكانت في الخدمة لمدة تقل عن ثلاثة أشهر.

## الركاب وأفراد الطاقم

### طاقم
كان على متن الطائرة ثلاثة مضيفات طيران وطاقم قمرة القيادة المكون من:
- كابتن الفريق: جارولد ديميترييفيتش كوزنتسوف
- الكابتن: أنطون فيليمونوفيتش أرتيموف
- مساعد الطيار: إيجور ألكساندروفيتش روجوزين
- مهندس الطيران: إيفان فلاديميروفيتش فيسيلوف
- الملاح: يفجيني أندريفيتش مومرينكو
- مشغل الراديو: ألكسندر سيرجيفيتش فيدوروف

### الركاب

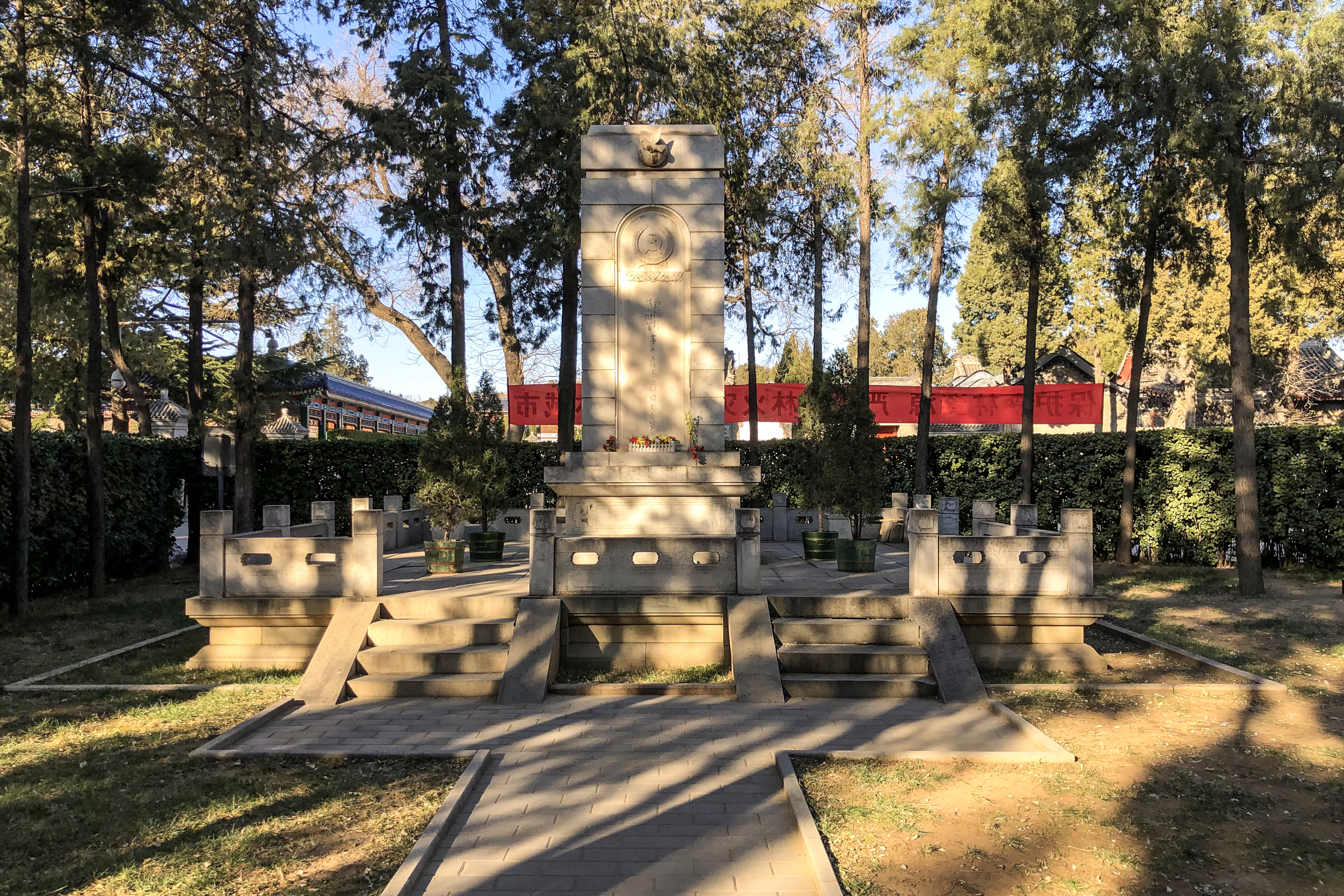
نصب تذكاري لضحايا تحطم طائرة كاناش تو-104 في مقبرة باباوشان الثورية

كان الركاب على متن الرحلة يتألفون في معظمهم من وفود دبلوماسية من العديد من الدول الأجنبية، معظمها من حلفاء الاتحاد السوفيتي، كانوا في طريقهم إلى موسكو لحضور مناسبة رسمية. كانت أكبر مجموعة من الركاب على متن الطائرة من المواطنين السوفيت، إلا أن الوفد الشيوعي الصيني المكون من ستة عشر شخصًا، بقيادة الكاتب والأكاديمي البارز تشنج تشن تو (تشنج تشندو) وتساي شا فان، شكل أكبر مجموعة من المواطنين الأجانب على متن الرحلة. كان المواطن الكمبودي الوحيد على متن الرحلة هو سفير كمبوديا لدى الصين.

## ملخص
انطلقت الطائرة CCCP-42362 من بكين في طريقها إلى موسكو في 17 أكتوبر 1958. وهبطت الطائرة في محطتها بمدينة أومسك في روسيا قبل أن تواصل رحلتها غربًا إلى وجهتها النهائية. وعندما اقتربت الطائرة من مطار موسكو فنوكوفو، رفض مراقبو الطيران منحها الإذن بالهبوط بسبب الضباب الكثيف. حول الطيارون مسار طائرتهم إلى مطارهم البديل، مطار جوركي، قبل التوجه إلى سفيردلوفسك بعد أن تبين أن الطقس في جوركي غير مناسب للهبوط أيضًا. في هذه المرحلة كانت الطائرة تحلق على ارتفاع 10000 متر (33000 قدم) عندما طارت فجأة إلى منطقة ذات اضطرابات عالية مما تسبب في تعرض الطائرة لزيادة مفاجئة وجذرية في الخطران.
بعد أن علقت في تيار هوائي صاعد قوي، وصلت الطائرة فجأة إلى ارتفاع 12000 متر (39000 قدم). وفقًا لأحد الطيارين وفقًا لتسجيل صوت قمرة القيادة، كانت الطائرة "تقف على رجليها الخلفيتين"، وبعد فترة وجيزة دخلت في غوص حاد شبه عمودي تلاه دوران. وعلى الرغم من جهود الطاقم، كانت القوة المؤثرة على المثبتات الأفقية للطائرة كبيرة للغاية بحيث لم يتمكن الطيارون من التغلب عليها، وأصبح الاصطدام بالأرض أمرًا لا مفر منه. أصدر قائد الطائرة، جارولد كوزنيتسوف، تعليمات لمشغل الراديو بنقل تفاصيل حول وضع الطائرة إلى مراقبي الأرض قبل أن يصرخ "... نحن نموت! وداعًا!"، وفقًا لتسجيلات الصندوق الأسود. في الساعة 21:30 بتوقيت موسكو، تحطمت الطائرة بالقرب من محطة قطار أبنيركا، غربي مدينة كاناش.

## الاستنتاجات
جرى التحقيق في الحادث بقيادة وزير إنتاج الطائرات ميخائيل خرونيتشيف والمارشال الجوي بافيل زيجاريف، رئيس شركة إيروفلوت. تم تحديد سبب الحادث على أنه فقدان السيطرة نتيجة تحليق الطائرة في منطقة اضطرابات قوية مما تسبب في تجاوزها لزوايا الهجوم الحرجة. جرى التوصل إلى هذا الاستنتاج من خلال مقارنة تجربة طياري تي يوم-104 الآخرين الذين أبلغوا عن حالات مماثلة بعد الطيران على ارتفاعات 8000 متر (26000 قدم)  وأعلى، وفحص تسجيلات صوت قمرة القيادة. ونتيجة للحادث، حددت السلطات الحد الأقصى لمستوى طيران طائرة توبوليف 104 عند 9000 متر (29500 قدم). (قدمًا) وتم إعادة تصميم مثبتات الطائرة.